# 1976年ドイツ連邦議会選挙
1976年ドイツ連邦議会選挙（1976ねん ドイツ れんぽうぎかい せんきょ、ドイツ語: Bundestagswahl 1976）は、ドイツ連邦共和国（当時西ドイツ）の下院に該当する連邦議会（Deutscher Bundestag）の議員を選出するため1976年10月に行われた選挙である。

## 選挙データ
- 連邦首相：ヘルムート・シュミット（ドイツ社会民主党）
- 与党：社会民主党（SPD）＋自由民主党（FDP）
- 連邦議会定数：496議席（表決権がないベルリンの22議席を除く）
- 選挙制度：小選挙区比例代表併用制（小選挙区制248議席） 
  - 全体の議席は第2投票（政党への投票）の得票に応じて比例配分されるが、少数政党の乱立を防止する観点から、①全国集計で5％以上の得票を得る、②第1投票（選挙区候補者への投票、最多得票を得た候補が当選）で3名以上の当選者を出した、いずれかの要件を満たした政党にのみ比例配分される。なお、選挙区議席が比例配分議席を上回った場合は超過議席となる。

## 選挙結果
- 投票日：1976年10月3日
- 有権者数：42,058,015名

選挙前後の各党の議席数（外側が改選後）。
SPD
FDP
CDU+CSU

- 投票者数：38,165,753名（投票率90.9％）
- 有効投票数：37,822,500票（第2投票）

| 党派                                  | 党派                       | 候補者投票 | 候補者投票 | 政党投票   | 政党投票 | 議席     | 議席       |
| 党派                                  | 党派                       | 得票       | ％         | 得票       | ％       | 全体議席 | （選挙区） |
| ------------------------------------- | -------------------------- | ---------- | ---------- | ---------- | -------- | -------- | ---------- |
| ドイツ社会民主党 （SPD）              | ドイツ社会民主党 （SPD）   | 16,471,321 | 43.7       | 16,099,019 | 42.6     | 214      | 114        |
| キリスト教 民主・社会同盟 （CDU/CSU） | キリスト教民主同盟 （CDU） | 14,423,157 | 38.3       | 14,367,302 | 38.0     | 190      | 94         |
| キリスト教 民主・社会同盟 （CDU/CSU） | キリスト教社会同盟 （CSU） | 4,008,514  | 10.6       | 4,027,499  | 10.6     | 53       | 40         |
| 自由民主党 （FDP）                    | 自由民主党 （FDP）         | 2,417,683  | 6.4        | 2,995,085  | 7.9      | 39       | 0          |
| 合計                                  | 合計                       | 合計       | 合計       | 合計       | 合計     | 496      | 248        |

- 出典：Wahl zum 8.Deutschen Bundestag am 03.Oktober 1976
- 超過議席はなし